# Джамалутдинов, Тамирлан Улубиевич
Тамирлан Улубиевич Джамалутдинов (28 июля 1996, Москва, Россия) — российский футболист, полузащитник.

## Биография
С сезона 2012/13 — в составе «Анжи». 6 апреля 2013 дебютировал в молодёжном первенстве — в домашнем матче против «Алании» (1:1) вышел на замену на 71-й минуте. Всего в молодёжном первенстве за пять сезонов сыграл 69 матчей, забил 13 голов. В сезонах 2014/15 и 2017/18 выступал за «Анжи-2» в первенстве ПФЛ — 30 игр, пять голов.
На Кубке ФНЛ 2015 сыграл три матча за «Анжи», забил один гол — победный — в ворота «Тосно». 27 мая 2016 дебютировал за «Анжи» в официальной игре — в ответном стыковом матче за право остаться в Премьер-лиге дома против «Волгаря» (2:0) вышел на замену на 83-й минуте. В январе 2017 объявил об уходе из клуба, был на просмотре в клубе испанской Сегунды «Химнастик» Таррагона, но получил там травму. Перед сезоном 2017/18 вернулся в «Анжи». Второй матч за клуб провёл 20 сентября 2017 в гостевой игре 1/16 Кубка России 2017/18 против «Луча-Энергии» (0:2) — вышел на замену на 67-й минуте.
В марте 2018 перешёл в клуб чемпионата Латвии МЕТТА/ЛУ, за который дебютировал 1 апреля — в гостевом матче с ФК РФШ (1:3) при счёте 0:2 забил гол на 80-й минуте. 28 апреля в игре 5 тура против «Валмиеры» (2:2) отметился дублем. Сезон 2020/21 провёл в клубе «Велес» в первенстве ФНЛ. В июле 2021 года перешёл в сербский клуб «Нови-Пазар» из одноимённого города.